# ŽRK Kikinda
Le ŽRK Kikinda (Zenski Rukometni Klub Kikinda en serbe) est un club serbe de handball féminin basé à Kikinda.

## Palmarès
- vice-champion de Serbie en 2008 et 2010

## Joueuses majeures
- Jelena Nišavić (2003-2007)
- Sanja Rajović (2007-2010)
- Jelena Živković (...-2010)
- Katarina Krpež (2009-2010)